# Reazione di Prato
La reazione di Prato è un particolare esempio della nota cicloaddizione 1,3-dipolare delle ilidi azometiniche a olefine, utilizzata per la funzionalizzazione dei fullereni e dei nanotubi di carbonio.
La reazione prevede l'utilizzo come intermedio di un'ilide azometinica che può essere generata in situ principalmente attraverso due diversi metodi:
1. la condensazione di un α-amminoacido con un composto carbonilico e la successiva decarbossilazione del sale di immonio che si è formato
2. l'apertura termica dell'anello delle aziridine.

L'ilide reagisce in maniera sito-selettiva con il doppio legame nella posizione 6,6 dell'anello del fullerene a dare una fulleropirrolidina, nota anche come pirrolidinofullerene, sulla quale è possibile effettuare ulteriori funzionalizzazioni.

## Origini
La reazione è basata sul lavoro di Otohiko Tsuge e Shuji Kanemasa svolto nei tardi anni ottanta sulla chimica delle ilidi azometiniche.

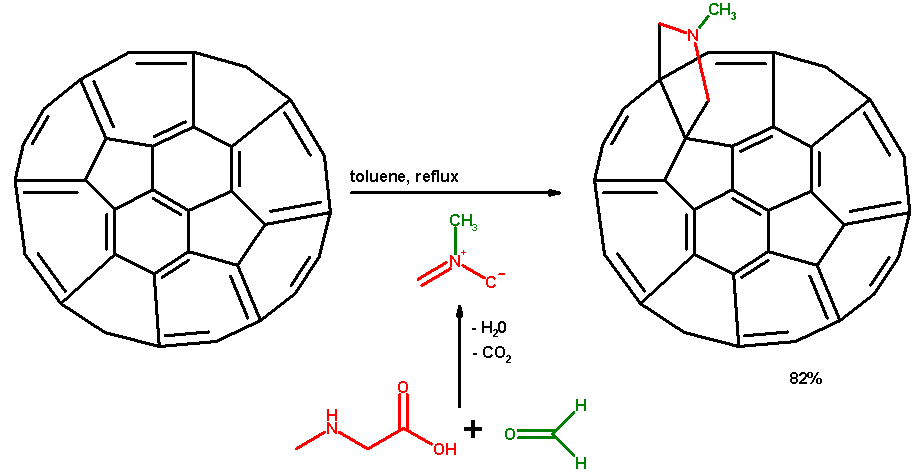
Formazione dell'ilide mediante decarbossilazione e successiva addizione al doppio legame.

Nel 1993 viene pubblicato un articolo a opera di Maurizio Prato, dell'Università di Trieste e dal quale la reazione prende il nome, assieme a Michele Maggini e Gianfranco Scorrano dell'Università di Padova in cui vengono presentati i risultati dell'addizione dell'ilide prodotta attraverso i due metodi citati in precedenza, oltre a due esempi rappresentativi dell'utilizzo di questa nuova reazione.
L'amminoacido sarcosina viene riscaldato a riflusso in toluene assieme alla paraformaldeide in presenza di fullerene (metodo 1) generando l'N-metilpirrolidinofullerene con una resa del 41% e una conversione rispetto al fullerene dell'82% dopo 2 ore.
L'apertura termica della N-benzil-aziridina-2-carbossilato in presenza di fullerene (metodo 2), sempre in toluene e a riflusso, ha portato a risultati analoghi rispetto al primo metodo: resa del 40% e conversione pari al 73%.

## Metallofullereni e nanotubi di carbonio
È noto che la reazione di Prato è molto utile per funzionalizzare fullereni endoedrici. Ad esempio, se questa reazione viene fatta avvenire su M3N@C80 si ottiene inizialmente un addotto [6,6] (prodotto cinetico) che viene convertito attraverso riscaldamento all'addotto [5,6] che è il prodotto termodinamico. La velocità di isomerizzazione è altamente dipendente dalla dimensione dell'atomo metallico interno alla "gabbia" di atomi di carbonio.
Questo metodo può essere utilizzato anche per funzionalizzare nanotubi a parete singola. Quando l'amminoacido è modificato con una catena di derivante dalla glicina, i nanotubi che si formano sono solubili nei comuni solventi come il cloroformio e l'acetone. Un'altra caratteristica è che le dimensioni degli aggregati sono maggiori rispetto a quelle dei nanotubi che non sono stati fatti reagire.

## Retroreazione di Prato
La reazione di Prato è reversibile, così come avviene con la reazione di Diels-Alder o con la reazione di Bingel (un'altra reazione effettuata sul fullerene). Quando un pirrolidinofullerene viene trattato con un dipolarofilo forte come l'acido maleico e un catalizzatore quale può essere un catalizzatore di Wilkinson o il triflato di rame in 1,2-diclorobenzene e riscaldato a reflusso per 8-18 ore si verifica una cicloeliminazione termica che porta al ripristino del fullerene (retro-Prato).
Il dipolarofilo intrappola l'ilide permettendo alla reazione di andare a completezza ed è necessario che venga aggiunto in eccesso di 30 volte. Il derivato N-metilpirrolidinico del fullerene reagisce scarsamente (resa del 5%) e affinché la reazione riesca è necessario che l'eterociclo contenente l'atomo di azoto sia sostituito in posizione alfa con un gruppo metile, fenile o estereo.
La combinazione di liquidi ionici e microonde è un altro metodo studiato per rimuovere le ilidi azometiniche dal fullerene.